# Jackie la petite foraine
Pour plus de détails, voir Fiche technique et Distribution.
Jackie la petite foraine (titre original : Molly of the Follies) est un film américain muet réalisé par Edward Sloman et sorti en 1919. Il est basé sur l'histoire The Side-Show Girl de Peter MacFarlane.

Il est répertorié comme film perdu dans l'American Silent Feature Film Database.

## Fiche technique
- Titre original : Molly of the Follies
- Réalisation : Edward Sloman
- Scénario : Peter MacFarlane
- Format : Noir et blanc  — 35 mm — 1,33:1 — Film muet
- Durée : 50 minutes (5 bobines)
- Date de sortie: 
  - États-Unis : 16 février 1919

## Distribution
- Margarita Fisher : Molly Malone
- Jack Mower : Joe Holmquist
- Lule Warrenton : Kate Malone
- Millard L. Webb : Milton Wallace
- J. Farrell MacDonald : Swannick
- Mary Lee Wise : Emily Ewing / tante Henrietta

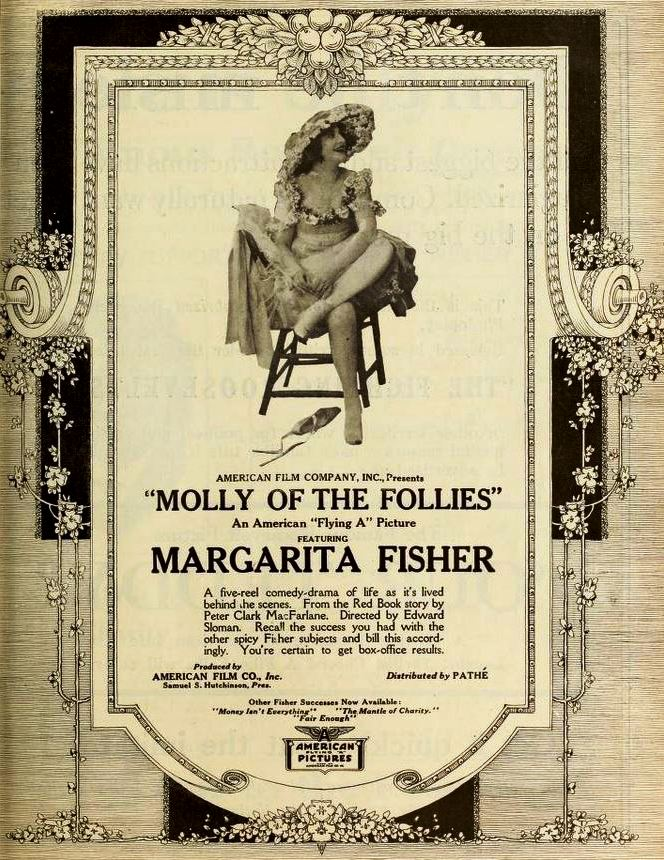
Publicité pour le film dans le magazine Moving Picture World.